# Сухих, Николай Анисимович
Никола́й Ани́симович Сухи́х (12 декабря 1913 — 31 июля 1968) — командир пулемётной роты 513-го стрелкового полка 113-й стрелковой дивизии 7-й армии Северо-Западного фронта, младший лейтенант. Герой Советского Союза.

## Биография
Родился 12 декабря 1913 года в селе Большегнеушево ныне Рыльского района Курской области в крестьянской семье. Русский. Член ВКП(б)/КПСС с 1939 года. Окончил 7 классов. Работал в колхозе.
В Красной Армии с 1939 года. В этом же году окончил курсы младших лейтенантов. Участник советско-финской войны 1939—1940 годов. Командир пулемётной роты 513-го стрелкового полка младший лейтенант Николай Сухих в бою 9 февраля 1940 года овладел опорным пунктом противника и в течение трёх суток удерживал важную в тактическом отношении высоту, отражая вражеские контратаки. Был ранен, но продолжал управлять боем роты.
Указом Президиума Верховного Совета СССР от 21 марта 1940 года «за образцовое выполнение боевых заданий командования на фронте борьбы с финской белогвардейщиной и проявленные при этом отвагу и геройство» младшему лейтенанту Сухих Николаю Анисимовичу присвоено звание Героя Советского Союза с вручением ордена Ленина и медали «Золотая Звезда».
С 1940 года старший лейтенант Н. А. Сухих — в отставке. Жил в городе Рыльск. Работал председателем горисполкома. Умер 31 июля 1968 года. Похоронен на кладбище «Красная горка» в Рыльске.
Награждён орденом Ленина, медалями. В Рыльске на доме, в котором жил Герой, установлена мемориальная доска.